# Kljunaš
Kljunaš (znanstveno ime Ornithorhynchus anatinus) je delno vodni sesalec iz reda stokovcev, razširjen po vodotokih vzhodnega dela Avstralije vključno s Tasmanijo. Po zunanji telesni zgradbi je eden najnenavadnejših sesalcev na svetu, z gibkim in mehkim kožnatim »kljunom«, ki spominja na račjega, kratkimi nogami s plavalno kožico med prsti in sploščenim repom, podobnim bobrovemu.
Je edini še živeči predstavnik svojega rodu in tudi družine kljunašev ter eden od petih še živečih predstavnikov stokovcev, skupine sesalcev, ki ležejo jajca. Zaradi nenavadne biologije so zahodni prirodoslovci sprva mislili, da gre za potegavščino, kasneje pa so ga obravnavali kot enega najprimitivnejših sesalcev ali celo na pol plazilca. Zdaj vemo, da nedvomo spada med sesalce, je pa zaradi posebnosti, ki so mešanica primitivnih in močno specializiranih znakov, pomemben subjekt za preučevanje v evolucijski biologiji.
V preteklosti so ljudje lovili kljunaše zaradi njihovega vodoodpornega krzna, iz katerega so izdelovali pokrivala, copate in preproge ter jih skoraj iztrebili. Avstralska vlada je prepovedala lov v začetku 20. stoletja, zdaj so pogosti in ne veljajo za ogrožene.